# Horský vůdce
Horský vůdce (anglicky: mountain guide / guide) je profesionál, který provází horolezce, sportovce a turisty ve vysokohorských podmínkách pro zajištění jejich bezpečnosti a úspěchu výpravy. Horští vůdci jsou certifikováni a licencováni pověřenou organizací, v Česku je to Česká asociace horských vůdců (ČAHV), člen Mezinárodní federace asociací horských vůdců (IFMGA či UIAGM). V řadě horských oblastí je zákaz pořádat výpravy bez certifikovaného horského vůdce.
V Česku se alpinistická průprava horského vůdce upevňuje výcvikovým a hodnotícím kurzem, který trvá od přijetí po závěrečnou zkoušku 3 roky resp. maximálně 5 let. Výukový program se skládá z jednotlivých bloků, kde každý frekventant skládá z těchto bloků zkoušky, výcvik pak pokračuje dílčí zkouškou Aspirant horského vůdce. Po této zkoušce je pak každý aspirant povinen pracovat pod přímým a nebo nepřímým dohledem horského vůdce. Důvodem těchto aspirantských túr je po dobu minimálně jednoho roku získání zkušeností a praxe přímo při vedení hostů v terénu. Po této zkušební době a absolvovaní několika dalších bloků výuky je aspirant připraven vykonat závěrečnou zkoušku s titulem horský vůdce UIAGM.